# 假地胆草属
假地胆草属（学名：Pseudoelephantopus）是菊科下的一个属。该属共有1－3种，原产美洲。